# Terence Tiller
Terence Rogers Tiller (n. Truro, Cornualles, 19 de septiembre de 1916 - m. 24 de diciembre de 1987) fue un poeta y productor de radio británico. 
Cursó una carrera de Historia Medieval en la Universidad de Cambridge y durante la Segunda Guerra Mundial se dedicó a la docencia en El Cairo. En 1946 comenzó a trabajar para la British Broadcasting Corporation (BBC). Entre 1955 y 1956 produjo una adaptación radiofónica de El Señor de los Anillos, la novela más famosa del escritor J. R. R. Tolkien, que desagradó profundamente al autor de la obra adaptada. Más tarde llevó a las ondas el trabajo de Mervyn Peake. Otros proyectos de la BBC le llevaron a traducir Pedro el Labrador y a Dante. Para Penguin Books tradujo y editó Chess Treasury of the Air en 1966. 
Como poeta, publicó las siguientes obras: 
- 1941: Poems (Hogarth Press);
- 1943: The Inward Animal (Hogarth Press);
- 1960: New Poems 1960, coescrito con Anthony Cronin y Jon Silkin;
- 1968: Notes for a Myth (Chatto and Windus);
- 1979: That Singing Mesh, and Other Poems (Chatto and Windus).